# Mark Rutgers
Mark Richard Rutgers (26 september 1986) is een Nederlands voormalig betaaldvoetballer die als verdediger speelt.
Hij speelde in de jeugd voor Argon, Legmeervogels en FC Utrecht voor hij bij Haarlem kwam. Rutgers debuteerde in het seizoen 2008/09 bij Haarlem in de uitwedstrijd tegen SC Cambuur. Begin mei 2009 ging hij spelen voor KR Reykjavik in IJsland. Begin 2011 stapte hij over naar Víkingur Reykjavík. In 2012 speelt hij voor SQC Binh Dinh FC op het tweede niveau in Vietnam. In Nederland teruggekomen kreeg hij geen profcontract meer. In het seizoen 2013/14 speelde hij bij de amateurs voor IJsselmeervogels. Van 2015 tot 2020 speelde hij bij FC Breukelen. Hierna ging hij naar FC Aalsmeer.